# Merești
Merești es una comuna ubicada en el distrito de Harghita, Rumania.

## Superficie
Cuenta con una superficie de 108,5 kilómetros cuadrados.

## Demografía
Hasta 2021 la población era de 1243 habitantes, con una densidad de población de 11,46 habitantes por kilómetro cuadrado.